# Веселогаївська сільська рада
| Веселогаївська сільська рада — колишній орган місцевого самоврядування у Новомиколаївському районі Запорізької області з адміністративним центром у с. Веселий Гай. Історична дата утворення: в 1943 році. Сільській раді були підпорядковані населені пункти: - с. Веселий Гай - с. Нововолодимирівка |

## Склад ради
Рада складалася з 15 депутатів та голови.

### Керівний склад ради
| ПІБ                          | Основні відомості                                                                  | Дата обрання | Дата звільнення |
| ---------------------------- | ---------------------------------------------------------------------------------- | ------------ | --------------- |
| Лисенко Олександр Григорович | Сільський голова, 1971 року народження, освіта, член Соціалістичної партії України | 26.03.2006   | 31.10.2010      |
| Лисенко Олександр Григорович | Сільський голова, 1971 року народження, освіта середня спеціальна, безпартійний    | 31.10.2010   |                 |

Примітка: таблиця складена за даними джерела